# Патентно-інформаційна служба
Патентно-інформаційна служба (рос. патентно-информационная служба, англ. patent-information service; нім. Patentinformationsdienst m) – комплекс установ і заходів, які здійснюють інформаційне забезпечення винахідницької діяльності. Усі винаходи для забезпечення оперативного пошуку згідно з міжнародною патентною класифікацією поділені на вісім розділів. 
Розділ А –Потреби людини 
Розділ В – Різні технологічні процеси, транспортування. 
Розділ С – Хімія, металургія. 
Розділ Е – Будівництво, гірнича справа. 
Розділ F – Механіка, освітлення, опалювання, двигуни і насоси, зброя, вибухові роботи, боєприпаси. 
Розділ G – Фізика. 
Розділ Н – Електрика. 
Така будова МПК дозволяє використати її як ефективний пошуковий інструмент і полегшує орієнтування у величезному потоці патентної інформації, яка зберігається в патентних фондах. В розділі Е є тематичні рубрики: буріння, видобуток нафти, газу, води, розчинних або плавких речовин з бурових свердловин; експлуатація шахт і кар’єрів; шахтні стовбури; тунелі; виробки, засоби техніки безпеки, транспорт; закладення виробленого простору; обладнання для рятувальних робіт; вентиляція та дренаж рудників або тунелів. Розділи В та С містять багато інформації про способи і засоби (процеси) збагачення корисних копалин.